# Diego Klimowicz
Diego Klimowicz född 6 juli 1974 i staden Quilmes i Buenos Aires-området i Argentina är en argentinsk-polsk före detta fotbollsspelare.
Klimowicz började sin karriär i Intstituto de Córdoba i Argentinska 2:a divisionen år 1993. 1996 blev han såld till Rayo Vallecano som då spelade i spanska La Liga Primera Division, men i slutet av hans första säsong blev laget nerflyttat till Segunda Division (2:a divisionen). I hans andra säsong med laget slutade de på en 8:e plats och misslyckades därmed att återta sin plats i la Liga.
1993 blev han såld till Real Valladolid i la Liga, men efter bara en säsong med klubben flyttade han tillbaka till Argentina för att spela för Club Atlético Lanús. 2002 blev han såld till VfL Wolfsburg.